# Michael Wissemann
Michael Wissemann (* 1953 in Wuppertal) ist ein deutscher Altphilologe.

## Leben
An den Universitäten Bonn, Düsseldorf und Wuppertal studierte er ab 1972 Klassische Philologie, evangelische Theologie und Geschichte auf Lehramt. Die Promotion erfolgte 1980. Anschließend folgte das Referendariat an Düsseldorfer Gymnasien. Ab 1983 war er Hochschulassistent am Seminar für Klassische Philologie der Heinrich-Heine-Universität Düsseldorf. 1989 kehrte er wieder in den Schuldienst an Gymnasien in Wuppertal und Bochum zurück, wo er bis 2017 tätig war. 1989 erfolgten auch die Habilitation und die Erteilung der venia legendi für Philologie und ihre Didaktik. Am 31. Juli 2013 wurde er zum außerplanmäßigen Professor ernannt.

## Schriften (Auswahl)
- Die Parther in der augusteischen Dichtung (= Europäische Hochschulschriften, Reihe XV, Klassische Sprachen und Literaturen. Band 24). Lang, Bern u. a. 1982, ISBN 3-8204-5948-0 (zugleich Dissertation, Düsseldorf 1980).
- als Herausgeber mit Uwe Baumann: William Gager. Dido tragoedia (= Bibliotheca humanistica. Band 1). Lang, Bern u. a. 1985, ISBN 3-8204-9082-5.
- als Herausgeber: Roma Renascens. Beiträge zur Spätantike und Rezeptionsgeschichte (Festschrift für Ilona Opelt). Lang, Bern u. a. 1988, ISBN 3-8204-0979-3.
- als Herausgeber mit Wolfgang Flurl und Dietmar Schmitz: Cicero. Briefe (= Ratio. Band 22). Buchner, Bamberg 1991, ISBN 3-7661-5852-X.
- Schimpfworte in der Bibelübersetzung des Hieronymus  (= Bibliothek der klassischen Altertumswissenschaften. Band 86). Winter, Heidelberg 1992, ISBN 3-533-04528-5 (zugleich Habilitationsschrift, Düsseldorf 2007).
- als Herausgeber mit Dietmar Schmitz: Christliche Antike. Römisches Denken im Spiegel früher Glaubenstradition. Band 1. Diesterweg, Frankfurt am Main 1993, ISBN 3-425-04766-3.
- als Herausgeber mit Dietmar Schmitz: Christliche Antike. Römisches Denken im Spiegel früher Glaubenstradition. Band 2. Diesterweg, Frankfurt am Main 1993, ISBN 3-425-04767-1.
- als Herausgeber mit Dietmar Schmitz: Rom und die Christen. Texte mit Anmerkungen und Zusatzmaterial (= Lektüre Latein). Stark, Freising 2004, ISBN 3894496703.